# Георги Гешанов
Георги Петров Гешанов, още Гешенов или Гешаков, е български революционер, деец на Вътрешната македоно-одринска революционна организация.

## Биография
Гешанов е роден в 1872 година в град Панагюрище, днес в България. Завършва прогимназия в родния си град. След отбиване на военната си служба постъпва на работа във финансовото управление в Пловдив. Влиза във ВМОРО и става четник при Вълчо Антонов и Михаил Даев. Взима участие в Илинденско-Преображенското въстание в Ахъчелебийско като войвода на чета. От 1904 година е войвода в Софлийско. Загива заедно с Лазар Маджаров, Петър Васков, Чанко Карабраканов и Янаки Милков в сражение е турците при село Лъджакьой, Дедеагачко (днес Гърция).